# Pierre Varignon
Pierre Varignon (Caen, 1654 – París, 23 de diciembre de 1722) fue un matemático y físico francés. Precursor del cálculo infinitesimal, realizó importantes contribuciones a la estática, en particular la formalización del triángulo de fuerzas concurrentes y las condiciones de equilibrio en tres dimensiones.

## Biografía
Hijo de un constructor, desde joven estuvo destinado al sacerdocio. Estudió teología y filosofía en el colegio jesuita de Caen y posteriormente asistió a la universidad de la misma ciudad, donde se graduó en 1682. La lectura de un ejemplar de los Elementos de Euclides que cayó en sus manos despertó su gusto por las matemáticas, y posteriormente la obra La Géométrie de Descartes determinó su elección de las ciencias matemáticas.
Tras ser ordenado sacerdote, llegó a París en 1686 con su amigo el abad de Saint-Pierre, donde compartirán alojamiento, convirtiendo su casa en un centro de tertulias intelectuales, a las que asistían a menudo Fontenelle, Philippe de la Hire y otros miembros de la Academia de Ciencias como Du Verney o Jean-Baptiste du Hamel. Allí continuaron ambos sus estudios; teológicos los de Saint-Pierre, y matemáticos los de Varignon.
En 1687 publicó su tratado sobre mecánica titulado Projet d'une nouvelle Mécanique que le valió el ingreso, en noviembre de 1688, en la sección de geometría de la Real Academia de Ciencias de Francia. También aquel mismo año ocupó una cátedra de matemáticas en el Collège Mazarin, de la que fue su primer titular. En 1704 sucedió a Du Hamel en la cátedra de filosofía griega y latina del Collège de France.
Fue elegido miembro de la Academia de Berlín en 1713 y de la Royal Society en 1718.
La correspondencia que mantuvo con Leibniz, Newton y, sobre todo, los hermanos Bernoulli, le convirtió, junto con el marqués de l'Hôpital, en uno de los más activos promotores en Francia del cálculo diferencial e integral creado por Leibniz.

## Trabajos en matemáticas
Enunció el teorema de Varignon: la figura que se obtiene uniendo los puntos medios de los lados de cualquier cuadrilátero es un paralelogramo. Si se unen los puntos medios de los lados de un cuadrado, se obtiene un segundo cuadrado. Si se hace lo mismo con un rectángulo, se obtiene un rombo (y si se hace lo mismo con un rombo, se obtiene un rectángulo).

## Trabajos en ciencias físicas

### Mecánica
En estática, demostró en 1688 la regla de composición de fuerzas concurrentes enunciada previamente por Simon Stevin.
En cinemática, formalizó las definiciones de velocidad instantánea y aceleración. En dos comunicaciones a la Real Academia de Ciencias, el 5 de julio de 1698 y el 20 de enero de 1700, definió por primera vez el concepto de velocidad instantánea (que denominó velocidad en cada instante) y después el de aceleración aplicando el cálculo diferencial de Leibniz a la trayectoria de un cuerpo. Por último, recurriendo al citado cálculo diferencial, demostró que era posible deducir la aceleración de un cuerpo a partir de su velocidad instantánea mediante una sencilla operación de derivación.

### Instrumentación
En 1705 introdujo el manómetro, adoptando el barómetro estático de Robert Boyle para los experimentos relacionados con el desarrollo de las bombas de vacío. El aparato que montó es similar a un tipo de manómetro (conocido como manómetro de tubo en U o manómetro de aire libre) que se sigue utilizando hoy en día para medir la presión de los gases.

## Obra

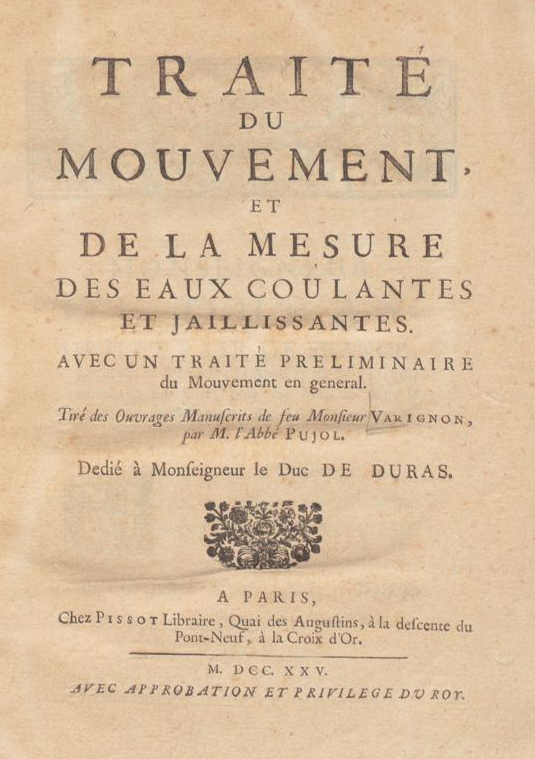
Portada del Traité du mouvement et de la mesure des eaux coulantes et jaillissantes (1725)

Varignon fue muy conocido en su tiempo, tanto es así que muchos de los autores de la época, cuando se refieren a él, le llaman le celèbre Varignon.
Muy ocupado con su trabajo y la enseñanza, Varignon publicó muy pocas obras en vida:
- Projet d'une nouvelle Mécanique (1687)
- Nouvelles conjectures sur la pesanteur (1690)

El origen de su celebridad se encuentra, pues, en su enseñanza y en los numerosos artículos y memorias (más de un centenar) que publicó en el boletín de la Academia.
Sus discípulos publicarían póstumamente el contenido de sus clases:
- Éclaircissements sur l'analyse des infiniment petits (1725)
- Nouvelle Mécanique ou Statique (1725)
- Traité du mouvement et de la mesure des eaux coulantes et jaillissantes (1725)
- Elemens de mathematique (1731)

Sus trabajos, siempre en francés y en lenguaje asequible, tienen el interés de mostrar las aplicaciones del cálculo infinitesimal a la ciencia del movimiento y de utilizar las relaciones entre fuerza y aceleración. Aunque no desarrolla ideas totalmente originales, generaliza los métodos de los pioneros en esta rama, prepara el camino para la obra de Bernoulli y traduce al lenguaje leibniziano la mecánica newtoniana.